# ソチ国立公園

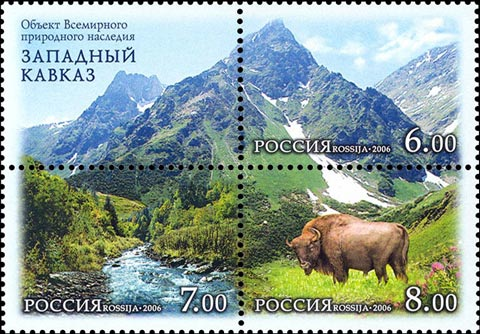
ロシアの切手に描かれたソチ国立公園のコーカサスバイソン

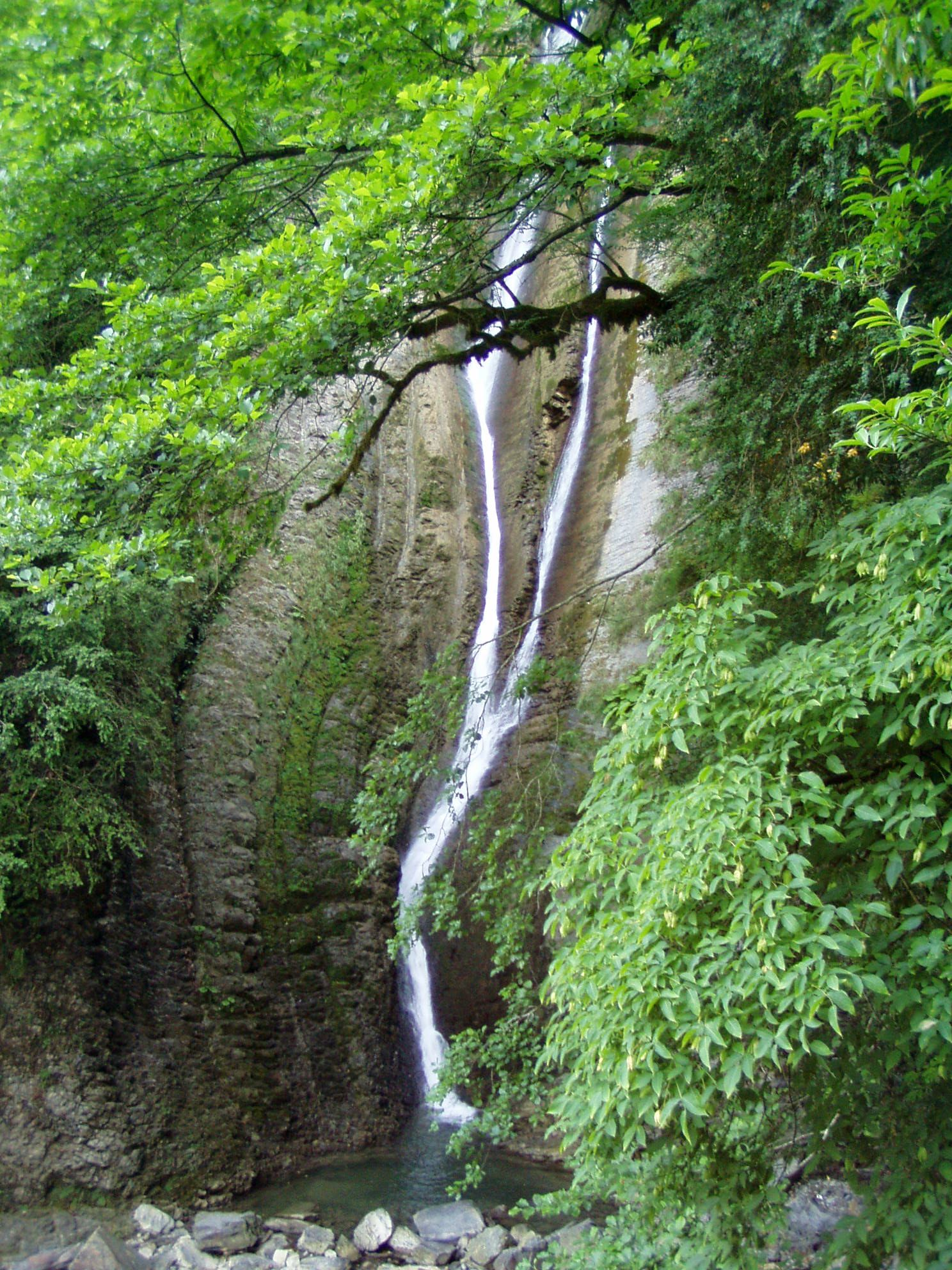
南ロシアの西コーカサス、ソチ国立公園にあるオレコスキー滝

ソチ国立公園 (ロシア語: Сочинский национальный парк, Sochinsky National Park) は、ロシア南部のソチ市に近い、西コーカサスにある国立公園である。これは、ロシアで2番目に古い国立公園であり、1983年5月5日に制定された。

## 地理
ソチ国立公園は、西コーカサス世界遺産内に、1,937.37平方キロメートル (478,730エーカー)の面積を占めている。公園は、北西にあるトゥアプシンスキー地区との境界の、シェプシ川とマグリ川の河口の間から、南西にあるプソウ川に沿ったアブハジアとの境界にある黒海とグレーター・コーカサスの間にかけて広がる、グレーター・ソチ地域に存在する。
公園のこの領域には、ソチなどの市やその他の都市などを含んでいない。また、コーカサス生物圏保護区の地域とは異なる。